# Osoblaha
Osoblaha (deutsch Hotzenplotz) ist eine Stadt im tschechischen Okres Bruntál (Bezirk Freudenthal).

## Geographische Lage
Die Stadt liegt in den Sudeten in der Mikroregion Osoblaha am linken Ufer der Osobłoga, etwa 14 Kilometer nordwestlich von Głubczyce (Leobschütz) und 19 Kilometer nördlich von Krnov (Jägerndorf).

## Name der Stadt
Im Tschechischen wie im Deutschen und auch im Polnischen trägt die Stadt den Namen des Flusses, an dem sie liegt: Osoblaha, Hotzenplotz bzw. Osobłoga.
Der Breslauer Forscher Heinrich Adam vermutete 1888 einen vorslawischen Flussnamen ‚Ossa‘, aus dem dann ein slawisches ‚Ossoblavia‘ oder ‚Ossoblaka‘ geworden sei, von „der Ossa umflossen“ oder „… durchflossen“.
Die deutsche Bezeichnung Hotzenplotz ist eine Verballhornung der slawischen.

## Geschichte

Wappen des Bischofs von Olmütz

Das Gebiet um Hotzenplotz war im 18. Jahrhundert eine Enklave innerhalb Schlesiens, die zu Mähren gehörte. Österreichisch-Schlesien ist farbig eingezeichnet.

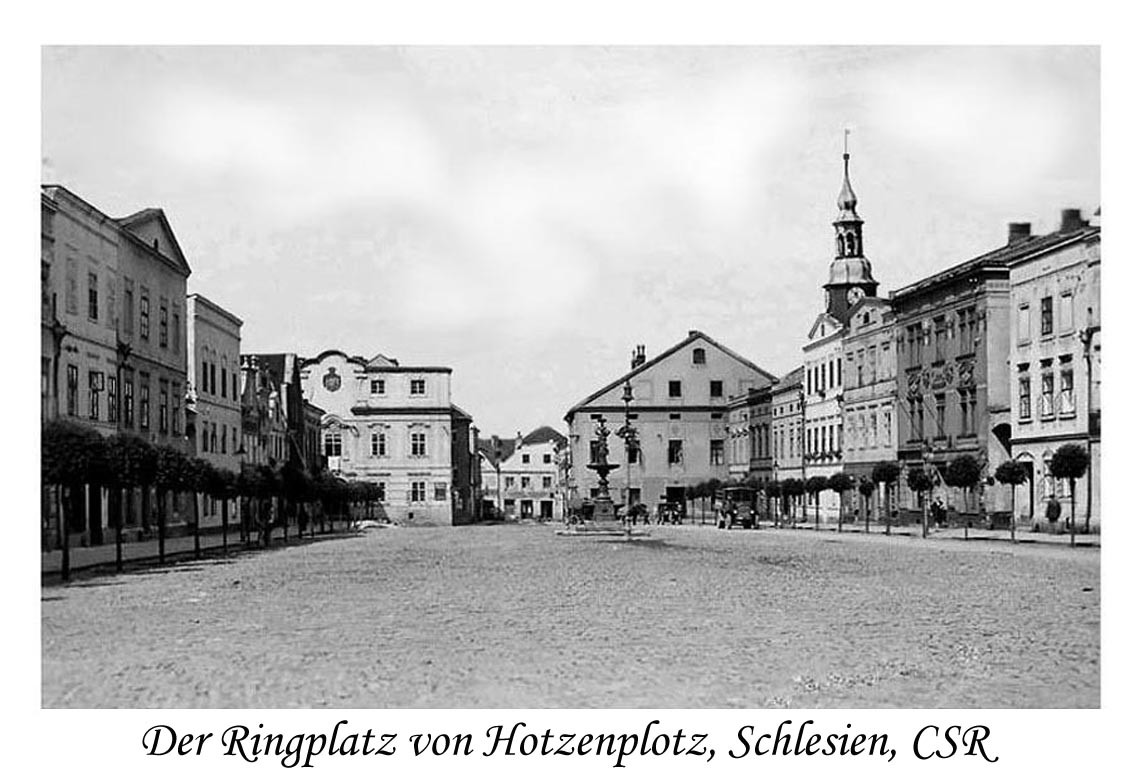
Ringplatz

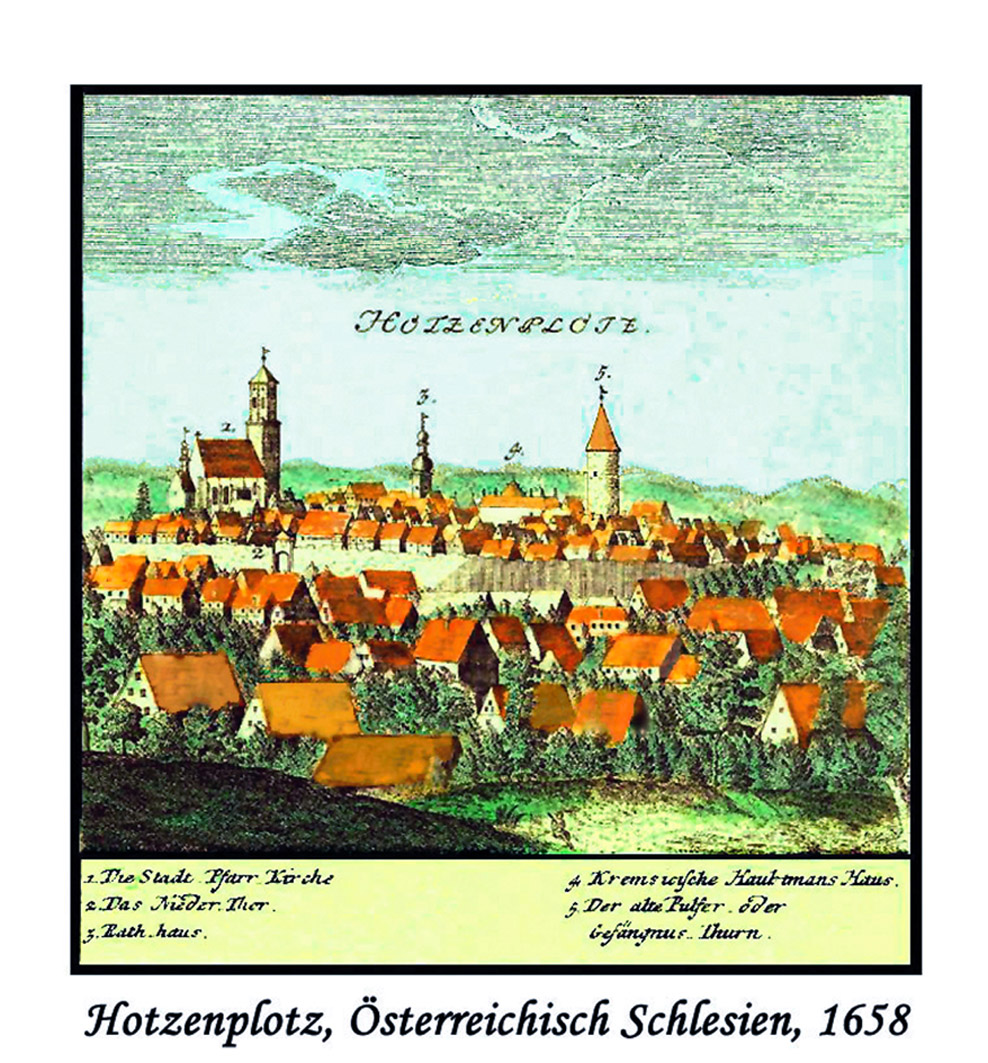
Stich von 1658

Töpfergasse

Um das Gebiet kam es seit dem 10. Jahrhundert zu böhmisch-polnischen kriegerischen Auseinandersetzungen, die erst 1137 mit dem Pfingstfrieden von Glatz beendet wurden. Durch die nachfolgende Grenzziehung verblieb die Umgebung von Osoblaha bei Böhmen. Die nahe Grenze gab jedoch Anlass, die stadtähnliche Ansiedlung als nordöstliche mährische Grenzfestung auszubauen. Die topographische Lage auf dem Plateau eines Hügels war hierzu eine gute Voraussetzung. Unter dem Olmützer Bischof Robert von England begann der Ausbau der Stadt. Der Bau der Pfarrkirche St. Maria Magdalena im gotischen Stil wurde begonnen und auch der Bau der Nikolaikapelle außerhalb der Stadt. Es ist anzunehmen, dass die Stadt um 1235 gegründet wurde.
Die friedliche Entwicklung der Region wurde 1241 durch den Mongoleneinfall unterbrochen. Mordend und plündernd zogen die Tataren durch das Land. Die Stadt wurde zerstört, die Bewohner flüchteten, wurden umgebracht oder verschleppt. Das Gebiet war entvölkert. Die wenigen Überlebenden waren nicht in der Lage, das verbrannte Land wieder aufzubauen.
In dieser Zeit wurde Bruno von Schauenburg von Papst Innozenz IV. auf den Olmützer Bischofsstuhl berufen. Unter dem Schutz des böhmischen Königs Ottokar II. Přemysl holte er deutsche Siedler aus Sachsen, Bayern, Franken und Schwaben in das Land. Wälder wurden gerodet, Felder angelegt, Ortschaften und Niederlassungen gegründet. Das erfolgte in der Zeitspanne bis 1267.
1260 war die Stadt wieder aufgebaut, mit Mauern, Toren und Türmen bewehrt, mit Wall und Graben umgeben. Dadurch war eine Grenzfeste des mährischen Bischofssitzes in Olmütz entstanden. Als Eigentum des Olmützer Bistums war die Enklave Hotzenplotz ein Lehen der Könige Böhmens und damit Teil des Heiligen Römischen Reiches. Dies geht aus der Goldenen Bulle Karls IV. hervor. Die Stadt war bis 1918/20 eine mährische Exklave in Schlesien und gehörte als solche zum Kronland Mähren, im Bereich der staatlichen Verwaltung aber zur Statthalterei Schlesien.
Die Neugründung der Stadt erfolgte nach Magdeburger Stadtrecht etwa um 1250. In allen Urkunden und Dokumenten führten die Bischöfe von Olmütz u. a. auch den Titel „Herzog von Hotzenplotz“. Die wirtschaftliche Entwicklung wurde mehrfach durch Kriege, Überfälle und Plünderungen gestört. Dazu gehörten die langjährigen Auseinandersetzungen mit Polen, Ungarn und den Hussiten, die 1428 brandschatzend durch das Land zogen. Öfters wurde die Stadt niedergebrannt und wieder aufgebaut. Auch in friedlichen Zeiten geschah es, dass unachtsamer Umgang mit Feuer die in ihrer Bauweise leicht entzündlichen Häuser in Brand setzte. Die Anlage der Stadt blieb mehr als 500 Jahre unverändert und behielt die alten Straßennamen Ringplatz, Binder-, Töpfer-, Färbergasse bis zur völligen Zerstörung im März 1945 bei.
Als während der Hussitenzeit Juden aus Prag vertrieben wurden, erlaubte 1415 der Bischof von Olmütz jüdischen Familien, sich in Hotzenplotz anzusiedeln. Allmählich wuchs die jüdische Bevölkerung, ebenso ihr Anteil an der Gesamtbevölkerung der Stadt. Im Jahre 1616 gab es z. B. 135 jüdische Familien in 32 Häusern. (Zum Vergleich: Damals zählte Hotzenplotz 282 Häuser christlicher Familien.) Die jüdische Gemeinde errichtete 1808 eine Synagoge. Der jüdische Friedhof wurde im Gebiet der k. und k. Monarchie zum zweitgrößten nach dem in Prag. 1802 wurde als höchste Zahl jüdischer Einwohner 845 erreicht. In der Mitte des 19. Jahrhunderts verließen die meisten Juden aus wirtschaftlichen Gründen die Stadt.
Religionskriege und Reformation im 16. Jahrhundert ließen das Hotzenplotzer Ländchen nicht unberührt. Die Lehren Luthers fanden auch hier Eingang und spalteten die Bevölkerung in zwei Parteien. Der erreichte Wohlstand wurde erheblich beeinträchtigt, da sich die Parteien heftig befehdeten.
Der Dreißigjährige Krieg brachte erneute Unruhe. Söldnerheere der Kriegsparteien zogen durch das Land, plünderten und mussten verpflegt, Kontributionen und Befreiungstaxen bezahlt werden. Hotzenplotz wurde mehrfach von Truppen besetzt. Hungersnöte, Seuchen und Krankheiten brachen aus. Die Pest forderte erhebliche Opfer. Es kam zu Hexenverfolgungen. Opfer der Hexenprozesse wurde neben anderen Christoph Alois Lautner, Pfarrer und Dechant in Hotzenplotz. Viele Einwohner waren geflohen.
Um künftig gegen Feinde wehrhaft zu sein und sich verteidigen zu können, wurde 1656 die Bürgerliche Schützengesellschaft als ältester Verein der Stadt gegründet. In dieser Zeit der Not und des Elends wurde um 1700 die Spitzenklöppelei, aus dem Erzgebirge stammend, eingeführt. Die Stadt erholte sich nur langsam.

Stadtplan von 1728

Die Schlesischen Kriege und der kurz darauf folgende Bayerische Erbfolgekrieg überzogen das Land mit neuem Unheil. Friedrich der Große überfiel Schlesien, dessen Herzogtümer sich zwischen 1289 und 1369 als ein Lehen unter die Krone Böhmen begaben, die ab 1526 die Habsburgern innehatten. Auch die Enklave Hotzenplotz wurde von preußischen Truppen wiederholt besetzt. Es kam zur Ausbeutung der Bevölkerung durch enorme Lasten, denn die Heere beider Kriegsparteien und deren Hilfstruppen mussten untergebracht und verpflegt werden. Pferde und Fuhrwerke waren zu stellen. Bei Widerstand kam es zu Plünderung, Brandschatzung und weiteren Kontributionen. Trotz dieser Schwierigkeiten war es dem Franziskanerpater Petrus Regalati durch Spenden möglich, 1767–1768 die Nikolaikapelle zu einer Kirche neu aufzubauen.
Erzherzogin Maria Theresia musste in ihrer Eigenschaft als Königin von Böhmen schließlich den größten Teil Schlesiens und die Grafschaft Glatz an Preußen abtreten. Nur ein kleiner Teil, das spätere Österreichisch-Schlesien, zu dem auch die Enklave Hotzenplotz gehörte, verblieb 1742 bei der Habsburger Monarchie. Diese Grenzziehung blieb bis in die jüngste Zeit erhalten und war von erheblichem wirtschaftlichen Nachteil für die Stadt, verlor sie doch dadurch einen großen Teil ihres natürlichen Wirtschaftsraums.
Die großen Kriege des 19. Jahrhunderts zwischen Deutschen, Franzosen und Österreichern bis zum Ersten Weltkrieg berührten die Gegend nicht. Trotz hoher Steuern und Abgaben waren diese Kriege mit denen früherer Zeiten nicht zu vergleichen. Im Rahmen der Verwaltungsreformen unter Maria Theresia und deren Sohn Joseph II. blühten Handel, Handwerk und Landwirtschaft auf. Die Abschaffung der Robotpflicht im Jahre 1848 trug dazu erheblich bei.
Es entstanden ein Bezirksgericht, Steueramt, Zollamt, Eichamt, Post- und Telegraphenamt, Volks- und Bürgerschule (1870/72), Städtische Sparkasse, Pfarramt, Spital, Stiftung für Armenpflege, Freiwillige Feuerwehr, Schießstätte, Spitzenklöppelei, landwirtschaftliche Berufsschule (1908), Jahr- und Viehmärkte. Die Zuckerfabrik nahm ihren Betrieb 1858 auf; die Schmalspurbahn Hotzenplotz–Röwersdorf wurde 1898 in Dienst gestellt. Eine neue Wasserleitung wurde verlegt und 1911 eine Gasanstalt gebaut. Die geplante Errichtung einer Zündholzfabrik und einer Knopffabrik konnte nicht verwirklicht werden. Auch das kulturelle und das Vereinsleben blühten auf. Es entstanden ein Bezirkslehrerverein, Männergesangverein, Gemischter Chor, Schützenverein, Veteranenverein, Eislaufverein, Turnverein, Christlicher Jugendbund.

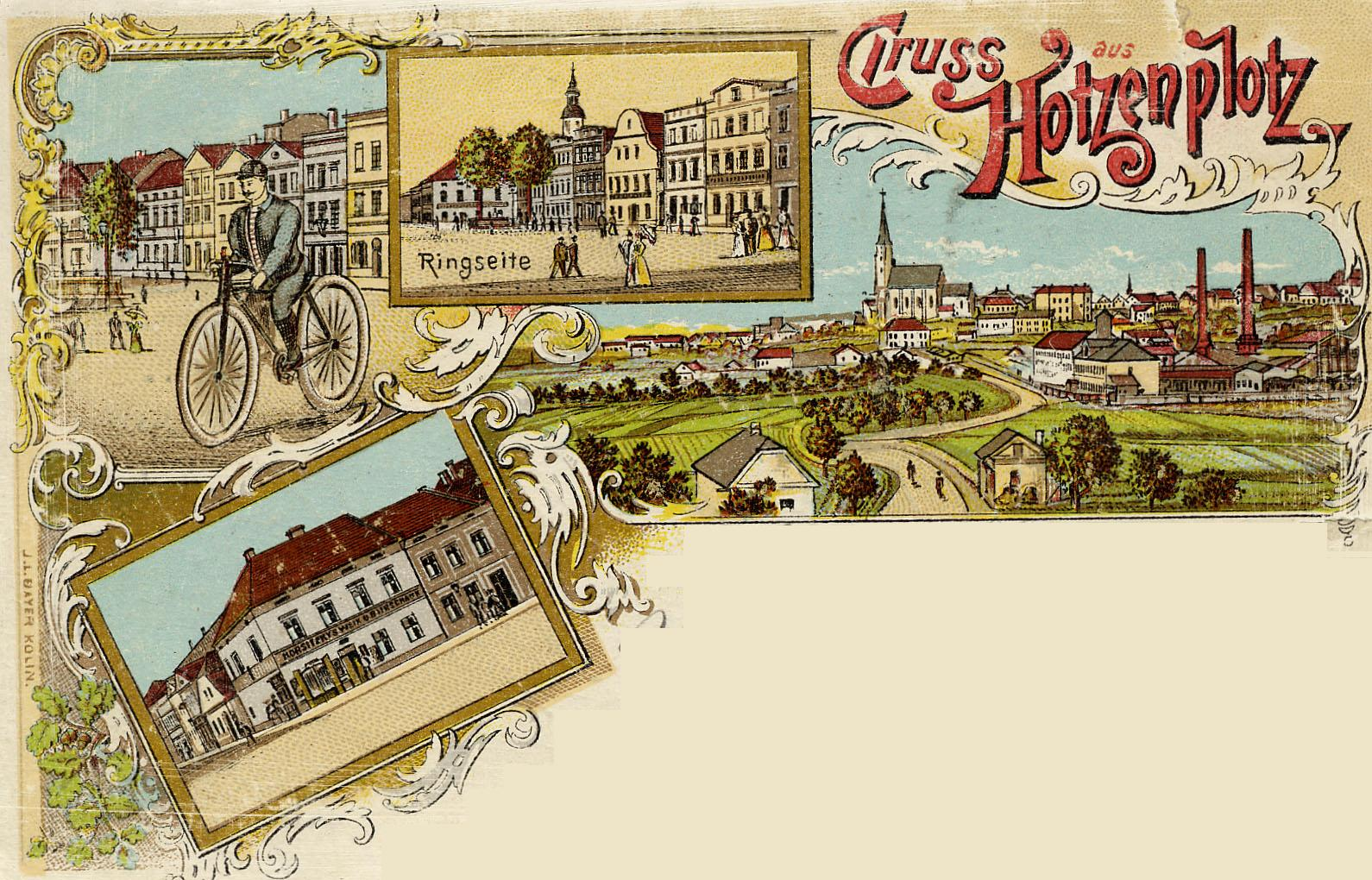
Eine Grußkarte

1880 hatte Hotzenplotz 4012 Einwohner. Danach nahm die Bevölkerungszahl ab. Als Folge der Grenzziehung zum benachbarten Oberschlesien wurde die neue Bahnlinie auf preußischer Seite um Hotzenplotz herumgeführt; die Schmalspurbahn Hotzenplotz–Röwersdorf konnte dies nicht ausgleichen. Die wirtschaftliche Entwicklung war davon betroffen; viele junge Leute mussten Arbeit auswärts suchen oder wanderten für immer ab.
Im Ersten Weltkrieg wurden fast alle Männer von 18 bis über 50 Jahren zu den Waffen gerufen. Viele von ihnen kehrten nicht mehr zurück. 1918 zerfiel die k.u.k. Monarchie. Die Beziehungen nach Wien rissen ab, auch die Grenze zu Schlesien wurde stärker spürbar. Die 1850 gegründete Zuckerfabrik war bis 1920 der größte Arbeitgeber der Stadt, danach wurde der Betrieb nach Zülz und Oberglogau ins benachbarte Oberschlesien verlegt.
Nach der Gründung der Tschechoslowakei 1918 nach Kriegsende war die Prager Regierung bestrebt, die öffentliche Verwaltung durch tschechische Grenzbeamte, Gendarmen, Staatspolizei, Postbeamte zu besetzen. Von den Deutschen wurde erwartet, dass sie die tschechische Sprache erlernten. Eine enorme Belastung war auch die große Arbeitslosigkeit während der Weltwirtschaftskrise der 1920er Jahre, die zum größten Teil deutsche Arbeitnehmer betraf. Die Einwohnerzahl ging durch Abwanderung auf etwa 2500 zurück; die jüdische Gemeinde verschwand fast völlig. Die alte baufällige Synagoge wurde abgerissen.
In Vollzug des Münchner Abkommens nahmen 1938 deutsche Truppen die Stadt in Besitz und wurden als Befreier begrüßt. Die Grenze zu Schlesien wurde aufgehoben, und es kam Hoffnung auf eine Erholung der Wirtschaft auf. Die Stadt im Landkreis Jägerndorf musste während des Zweiten Weltkrieges Umsiedler aus den besetzten Gebieten Wolhynien und Bessarabien aufnehmen. Ebenso wurden luftkriegsgeschädigte und -gefährdete Frauen, Kinder und alte Menschen aus Berlin, Hamburg und dem Ruhrgebiet einquartiert.
Im Jahr 1945 gehörte die Stadt Hotzenplotz zum Landkreis Jägerndorf im Reichsgau Sudetenland, Regierungsbezirk Troppau, des Deutschen Reichs.

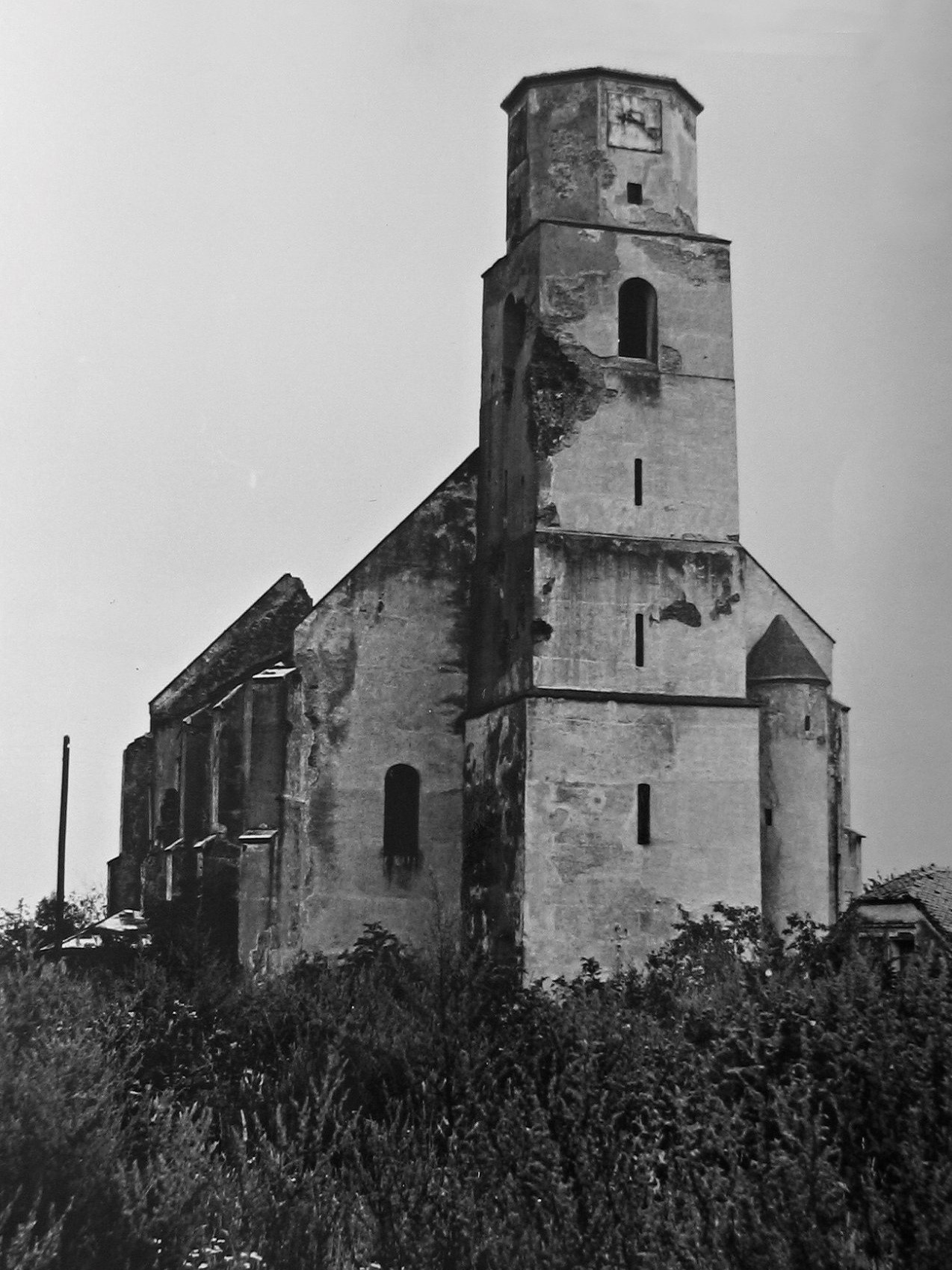
Zerstörte Pfarrkirche

Gegen Ende des Zweiten Weltkriegs kamen zu Beginn des Jahres 1945 die vor der näherrückenden Front flüchtenden Menschen aus Oberschlesien mit Pferde- und Ochsengespannen in die Stadt. Am 17. März 1945 stand die Rote Armee vor Hotzenplotz. Fast alle Einwohner der Stadt flohen über den Galgenberg und Zottig in Richtung Altvatergebirge.
Hotzenplotz war hart umkämpft, mehrfach wechselten die Besatzer. Bei einer Panzerschlacht wurden etwa 200 sowjetische Panzer vernichtet. Am 21. März besetzte die Rote Armee Hotzenplotz endgültig. Was nicht durch Artillerie zerstört war, wurde Opfer eines Brandes. Die Fronten hielten sich am Zottiger Berg bis zum 7. Mai 1945.
Im Mai und Juni 1945 kehrte die nach Nordmähren und ins Altvatergebiet geflohene Bevölkerung nach und nach in die zerstörte Stadt zurück. Die meisten Häuser waren nicht mehr bewohnbar; vielfach wurden Quartiere in den Trümmern eingerichtet. Nach Kriegsende wurden alle männlichen deutschen Personen von 14 bis 60 Jahren zur Zwangsarbeit verpflichtet. Sie kamen in die Kohlenbergwerke nach Ostrava oder ins böhmische Landesinnere. Im Frühjahr 1946 begann die Vertreibung der deutschen Bevölkerung aus Osoblaha. In Viehwaggons mit jeweils 40 Personen gingen bis zum Herbst 1946 Transporte von Jägerndorf (Krnov) aus nach Bayern, Baden-Württemberg und Hessen.
Das Zentrum der Stadt wurde am Ende des Zweiten Weltkriegs völlig zerstört. Am Eingang zum Ringplatz erinnert ein sowjetisches Abwehrgeschütz an die langen Kämpfe und den Sieg der Roten Armee über die Wehrmacht. Die Ruine der Pfarrkirche der hl. Maria Magdalena wurde 1962 gesprengt.

## Demographie
| Jahr | Einwohner | Anmerkungen                                             |
| ---- | --------- | ------------------------------------------------------- |
| 1834 | 3558      | deutsche Einwohner, davon 2971 Katholiken und 587 Juden |
| 1857 | 3000      | [ 3 ]                                                   |
| 1900 | 3199      | deutsche Einwohner                                      |
| 1930 | 2237      | [ 5 ]                                                   |
| 1939 | 2138      | [ 5 ]                                                   |
| 1947 | 0421      |                                                         |

## Stadtgliederung
Für die Stadt Osoblaha sind keine Ortsteile ausgewiesen. Grundsiedlungseinheiten sind Osoblaha (Hotzenplotz) und Studnice (Stubendorf).
Das Gemeindegebiet gliedert sich in die Katastralgemeinden Osoblaha (1648 ha) und Studnice u Osoblahy (177 ha).

## Sehenswürdigkeiten

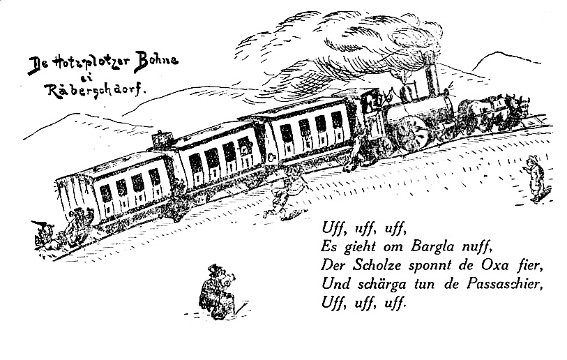
Hotzenplotzer Eisenbahn

- Die Stadt hat einen alten jüdischen Friedhof mit Gräbern aus dem 17. Jahrhundert, der an die Stadtmauer aus dem 16. Jahrhundert grenzt. Er steht unter Denkmalschutz.
- Die Barockkirche des Heiligen Nikolaus befindet sich am Friedhof.
- Zwischen Osoblaha (Hotzenplotz) und Třemešná (Röwersdorf) verkehrt seit 1898 eine Schmalspurbahn mit einer Spurweite von 760 mm. Diese ist die einzige vom tschechischen Staatsbahnunternehmen České dráhy betriebene Schmalspurbahnstrecke.

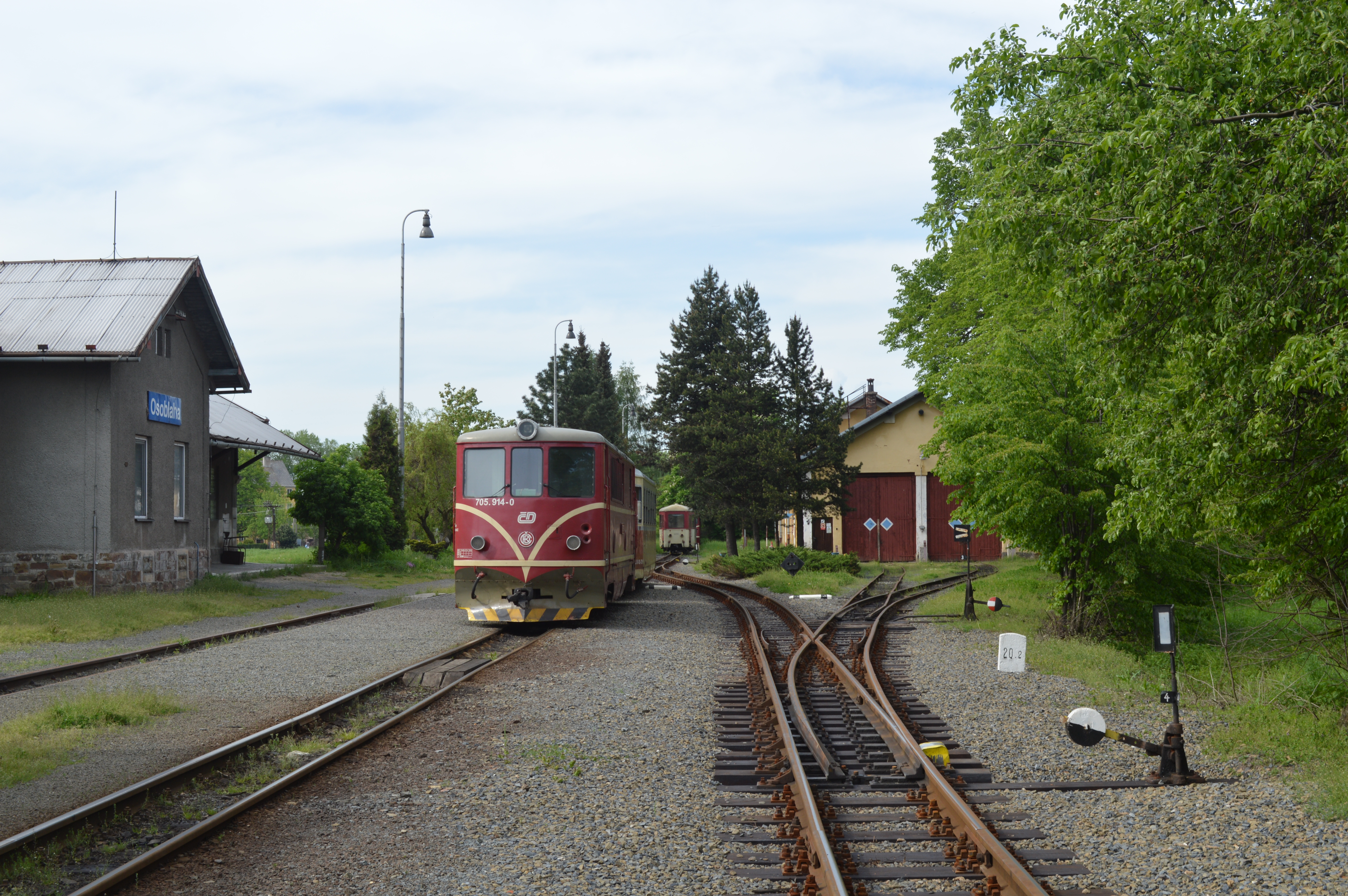
Bahnhof Osoblaha (2013)
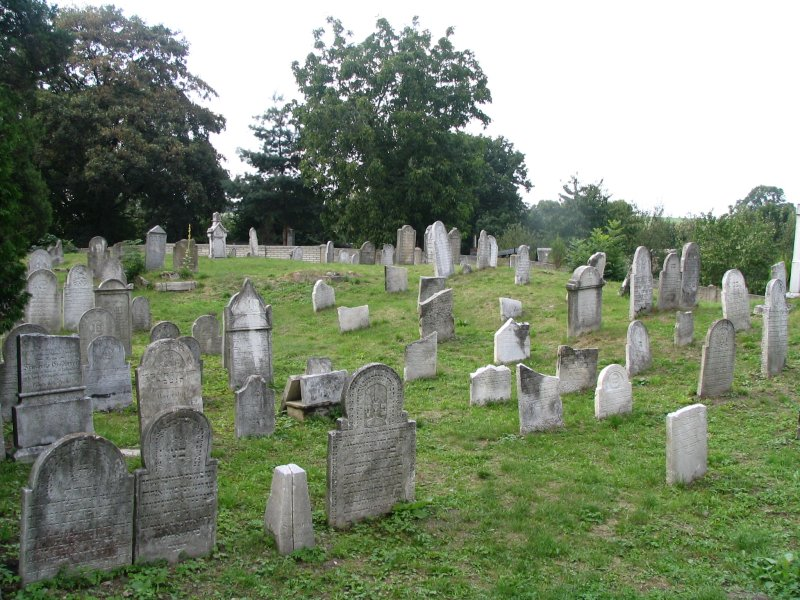
Jüdischer Friedhof

## Naturreservate
Bei Osoblaha liegt das Naturreservat Velký Pavlovický rybník. Im Naturreservat „Dschungel“ befindet sich ein Teil des Urwaldes Lužní.

## Söhne und Töchter der Gemeinde
- Franz Xaver Johann Richter (1783–1856), Historiker und Bibliothekar
- Berthold Englisch (1851–1897), Schachmeister
- Oskar Gutwinski (1873–1932), Gesenke-Bergbewohner („der Alte vom Berge“) und Ski-Pionier
- Reinfried Keilich (1938–2016), Schauspieler, Autor und Dramaturg
- Diether Heisig (* 1938), Bildhauer und Architekt

## Persönlichkeiten
- Edwart Richter (1821–1898), Chronist der Mährischen Enklave Hotzenplotz
- Adolf Meese (1830–1912), Altbürgermeister und Ehrenbürger von Hotzenplotz, Präsident der Zuckerfabrik AG
- Rudolf Grünn (1853–1930), Präsident der Hotzenplotzer Zuckerfabrik A.G.
- Oswald Hillebrand (1879–1926), Politiker
- Josef Walter König (1923–2007), Schriftsteller

## Räuber Hotzenplotz
Otfried Preußler benannte seine Romanfigur Räuber Hotzenplotz nach dem Ort, da ihm dessen Name schon als Kind begegnete, dabei einen starken Eindruck auf ihn machte und stets in Erinnerung geblieben war. Im Gespräch mit Frank Schirrmacher erzählte Preußler:

„Ich komme vom Kasperltheater. Dort hat der Räuber keinen Namen und braucht auch keinen. Aber um von einem Räuber eine Geschichte zu erzählen, sollte er schon einen Namen haben. Ich habe eine lange Liste gemacht, von Pistolinski und Pistolatzki bis zum Raubmörder Karasek, der in Reichenberg gehängt worden ist. Plötzlich war der Name da. Ich stamme aus Deutsch-Böhmen, und wir haben in der Heimatkunde natürlich auch von dem Flüßchen und dem Städtchen Hotzenplotz im mährischen Schlesien gehört. Plötzlich waren die elf Buchstaben da, und ich wußte, das ist es.“